# إكرز
إكرز هي بلدة في مقاطعة آلتين ساي في ولاية صرخنداريا في أوزبكستان.